# Spreča
 Ovo je glavno značenje pojma Spreča. Za naselje u općini Živinice, BiH pogledajte Spreča (Živinice, BiH).
Spreča je rijeka u središnjoj Bosni i Hercegovini, pritoka Bosne.
Dužina rijeke Spreče je 137,5 kilometara. Spreča prima nekoliko pritoka: Gribaju, Oskovu, Jalu, Sokolušu, Brijesnicu, Jadrinu, Kameničku rijeku, Sočkovačku rijeku, Prenju i Gračaničku rijeku.
Desni pritoci su joj još Ljubače, Brestovik i Dugonja, koji spadaju u vodne površine na području Grada Tuzle.